# 清潭大橋
清潭大橋（韩语：／ Cheongdam Daegyo）是一条横跨汉江的桥梁，位于韩国首尔。桥梁两端连接江南区和廣津區，由1993年12月开始建造，于2001年1月通车。大桥全长1211米，宽27米。值得一提的是，首爾地鐵7號線的紫陽站到清潭站之间的部分路段建于本大桥下。